# Milan Rýzl

Milan Rýzl (2010)

Milan Rýzl (* 22. Mai 1928 in Prag; † 9. Juli 2011 in Sacramento) war ein tschechisch-amerikanischer Parapsychologe.

## Leben
Milan Rýzl zählte zu den bekanntesten Vertretern der wissenschaftlichen Parapsychologie. Der Autor des Großen Handbuchs der Parapsychologie forschte seit den 1950er Jahren auf beiden Seiten des Eisernen Vorhangs, zunächst in seinem Heimatland, der Tschechoslowakei, seit 1967 dann im selbst gewählten Exil in den USA. Rýzl betrachtete es als eine der wichtigsten Aufgaben seiner Zunft, die „Lücke zwischen Wissenschaft und Religion“ zu schließen.
Der in Prag geborene Wissenschaftler studierte Physik und Chemie an der dortigen Karls-Universität und promovierte anschließend in Biochemie. Schon während seines Studiums beschäftigte er sich, getrieben von einer „brennenden Neugier“ (Voyage to the Rainbow, 2), mit okkulten Phänomenen. Sein spezielles Interesse galt dabei dem Phänomen Außersinnliche Wahrnehmung (kurs: ASW). Seine ersten Studienobjekte waren professionelle Hellseher, die er zum Teil jedoch als Schwindler entlarven konnte.
Nach Gründung der ersten parapsychologischen Studiengruppe Europas gewann er 1962 den McDougall Preis für ausgezeichnete Arbeit auf dem Feld der Parapsychologie. Nur ein Jahr später wurde er zum Corresponding Research Associate des Parapsychologischen Laboratoriums der Duke University in Durham (USA) ernannt, die 1935 vom Pionier Joseph Banks Rhine als erste „paranormale“ universitäre Forschungseinrichtung gegründet worden war. Rýzl spezialisierte sich nun vollends auf paranormale Wahrnehmung unter Hypnose und entwickelte eine Methode, Außersinnliche Wahrnehmung unter die Kontrolle des Willens zu bringen.
Seine experimentellen Erfolge verhalfen Ryzl nicht nur zu internationaler Aufmerksamkeit (seine erste Einladung ins „westliche“ Ausland führte ihn 1966 an die indische Andhra-Universität, zuvor waren seine Versuche von einem US-amerikanischen Filmteam dokumentiert worden), sondern erregte zugleich auch das Interesse der kommunistischen Staatssicherheit. Unter dem zunehmenden Druck der Behörden beschloss Rýzl 1967 zu emigrieren. Nachdem er über Monate hinweg Päckchen mit den Büchern seiner Bibliothek in die USA geschickt hatte, floh er gemeinsam mit seiner Frau und seinen zwei Söhnen über Wien in die USA.
Nach seiner Ankunft arbeitete er zunächst an Rhines Parapsychologischem Laboratorium an der Duke University. Im Anschluss lehrte er Parapsychologie an verschiedenen Universitäten, u. a. an der San José State University und an der University of California. Zahlreiche populärwissenschaftliche Publikationen, die in viele Sprachen übersetzt worden sind, machten ihn zu einem der meistgelesenen Parapsychologen der Welt.
Rýzls Faszination für das Paranormale erschöpfte sich niemals in der bloßen Exotik seines Gegenstands; Motor seiner Forschungen blieben bis zuletzt sein tiefer Humanismus und der Glaube an die zivilisatorische Notwendigkeit einer Zusammenführung von Wissenschaft und Religion, von Aufklärung und Vertrauen, von technologischem und sozialen Fortschritt: „Weder die zeitgenössischen Religionen noch die Wissenschaft oder die Informationen, die über die Medien der Massenkommunikation verbreitet werden, versorgen uns mit einem wahren Bild der Welt... Der Fehler ist, dass die Wahrheit, auf die sie sich jeweils berufen, zu eng ist. Die Komplexität der Welt und unserer Existenz ist viel breiter und vielfältiger als ihre einzelnen Beschreibungen. Zunächst müssen wir einmal anerkennen, dass die Akzeptanz einer spirituellen Welt nicht die Ablehnung der materiellen Sphäre bedeutet. Die mystische Erleuchtung widerlegt das rationale Wissen nicht – sie ist vielmehr seine Erweiterung.“ (Ancient Oracles, 213)

## Schriften

### Wissenschaftliche Arbeiten
- Milan Ryzl: Training the Psi Faculty by Hypnosis. Journal of the Society for Psychical Research 41 (1962).
- Milan Ryzl, J. T. Barendregt, P. R. Barkema, Jan Kappers: An ESP Experiment in Prague. Journal of Parapsychology 29 (1965).
- Milan Ryzl, J. Bekoff: Loss of Stability of ESP Performance in a High-Scoring Subject. Journal of Parapsychology 29 (1965).
- Milan Ryzl, J. G. Pratt: The Focusing of ESP Upon Particular Targets. Journal of Parapsychology 27 (1963).
- Milan Ryzl, J. G. Pratt: A Further Confirmation of Stabilized ESP Performance in a Selected Subject. Journal of Parapsychology 27 (1963).
- Milan Ryzl, J. G. Pratt: A Repeated-Calling ESP Test with Sealed Cards. Journal of Parapsychology 27 (1963).
- Milan Ryzl: A model of parapsychological communication. Journal of Parapsychology, 30, 18–30 (1966).
- Milan Ryzl: Parapsychology: A scientific approach. NY: Hawthorne (1970).
- Milan Ryzl: How Not to Test a Psychic. Journal of Parapsychology 54 (September 1990).

### Andere Werke
- Milan Ryzl: Parapsychologie. Genf 1970
- Milan Ryzl: Hellsehen in Hypnose. Genf 1971
- Milan Ryzl: ASW – Phänomene außersinnlicher Wahrnehmung. Genf 1972
- Milan Ryzl: Jesus – größtes Medium aller Zeiten. Genf 1974
- Milan Ryzl: ASW-Training. Genf 1975
- Milan Ryzl: Der Tod und was danach kommt. Genf 1981
- Milan Ryzl: and L. Kysucan. Ancient Oracles. Oxford 2007
- Milan Ryzl: Voyage to the Rainbow. Oxford 2007